# Goblin

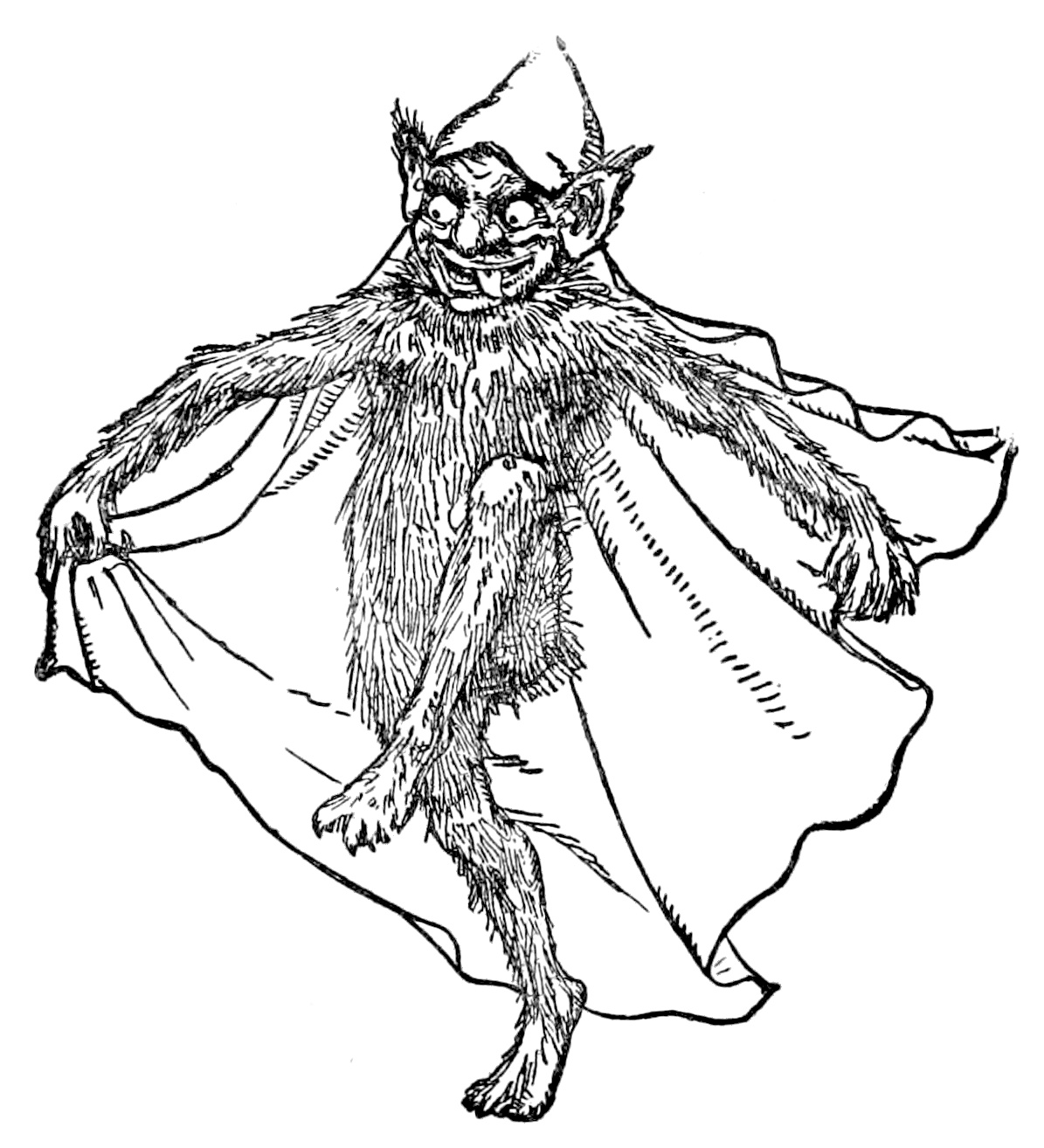
Hình minh họa goblin của John D. Batten trong "Truyện cổ tích nước Anh" (thế kỷ 19)

Goblin là một chủng tộc có ngoại hình thấp, kỳ lạ và quái dị xuất hiện trong văn hóa dân gian của nhiều nền văn hóa châu Âu. Chúng lần đầu được chứng thực trong các câu chuyện từ thời Trung cổ, được cho là có những năng lực, tính khí và ngoại hình trái ngược nhau tùy thuộc vào câu chuyện ở mỗi quốc gia. Từ những gia tinh đến những tên trộm độc ác. Chúng thường có ma thuật tương tự như tiên tộc hoặc ác quỷ, ví dụ như khả năng biến hình . 

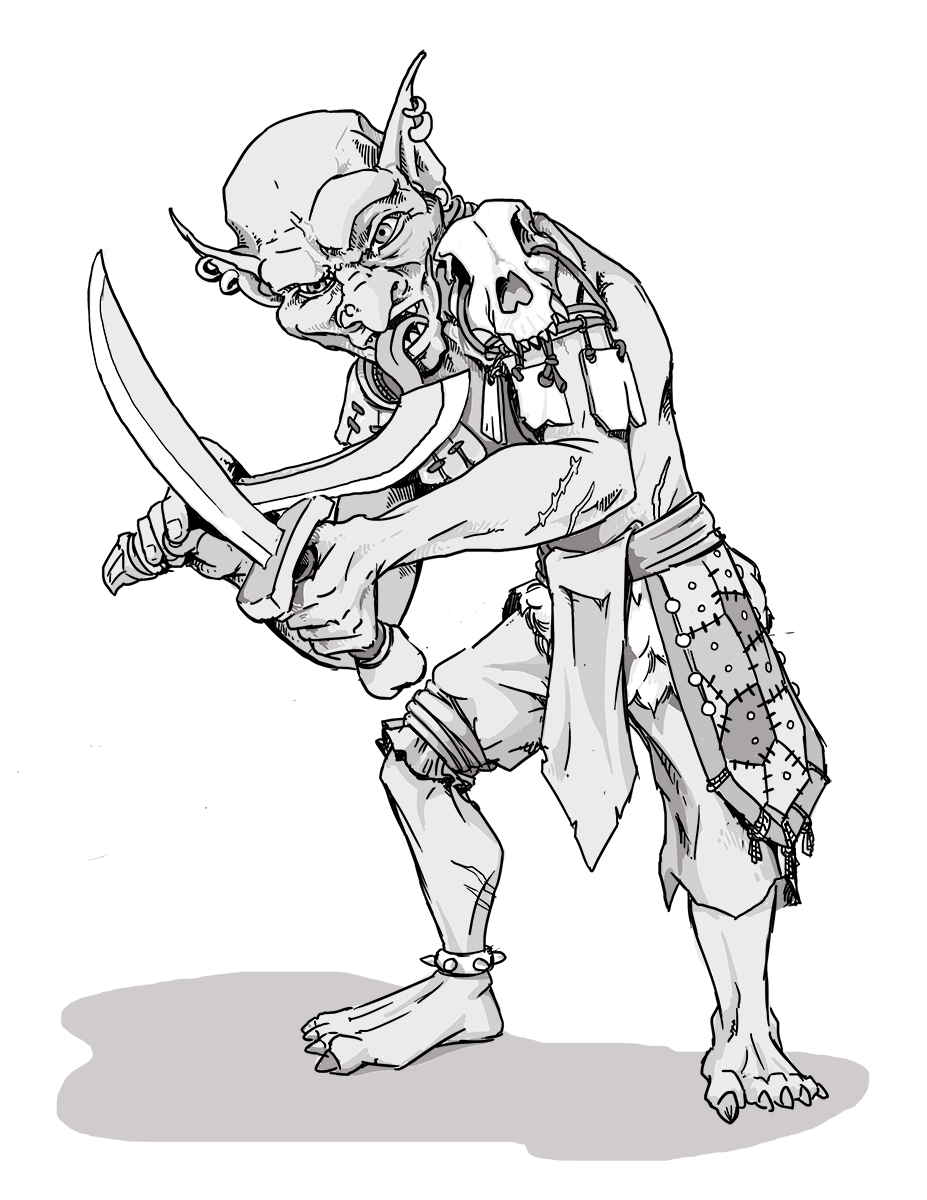
Một goblin xuất hiện trong trò chơi RPG Dungeons & Dragons

Các chủng tộc gần giống goblin bao gồm brownie, dwarf, duende, gnome, imp, leprechau và kobold, nhưng cũng được sử dụng như một thuật ngữ chung cho tất cả các sinh vật bé nhỏ, quái dị. Thuật ngữ này đôi khi được mở rộng để bao gồm các sinh vật giống goblin của các nền văn hóa khác, chẳng hạn như pukwudgie, dokkaebi hoặc ifrit.